# NGC 2560
NGC 2560 é uma galáxia espiral (S0-a) localizada na direcção da constelação de Cancer. Possui uma declinação de +20° 59' 05" e uma ascensão recta de 8 horas, 19 minutos e 51,9 segundos.
A galáxia NGC 2560 foi descoberta em 17 de Março de 1862 por Heinrich Louis d'Arrest.